# Bataille de La Havane (1748)
 (avril 2012).
Si vous disposez d'ouvrages ou d'articles de référence ou si vous connaissez des sites web de qualité traitant du thème abordé ici, merci de compléter l'article en donnant les références utiles à sa vérifiabilité et en les liant à la section « Notes et références ».
Pour les articles homonymes, voir Bataille de La Havane.
Guerre de l'oreille de Jenkins
Batailles
- Portobelo
- 8 avril 1740
- Fort Mose (en)
- Saint Augustine
- Expédition Anson
- Carthagène des Indes
- Santiago de Cuba (1re)
- Géorgie
- La Guaira (en)
- Puerto Cabello (en)
- Cape Sicié
- Panama
- Bloody Marsh
- Bahamas
- Glorioso
- 18 mars 1748
- Santiago de Cuba (2e) (en)
- La Havane

La bataille de La Havane est un affrontement maritime qui oppose, le 12 octobre 1748, l'escadre britannique des Antilles dirigée par Charles Knowles et une flotte espagnole sous la direction d'Andrés Reggio (en), à la fin de la guerre de l'oreille de Jenkins et plus généralement dans celui de la guerre de Succession d'Autriche (les participants étant eux-mêmes peu informés de ce dernier conflit).

## Circonstances
Au milieu de six ans de calme relatif dans la mer des Caraïbes, du fait de l'épuisement des belligérants, le contre-amiral Charles Knowles part de la Jamaïque vers Cuba en avril 1748 afin de capturer la Flotte des Indes sur le trajet entre Veracruz et La Havane. Il patrouille autour de l'île pendant des mois, et après un engagement sans issue dans le canal des Bahamas, il s'approche de nouveau de La Havane le 12 octobre, et se trouve face aux forces de Reggio et de Spínola.

## Déroulement
Les navires de guerre espagnols s'alignent pour défendre le Dragón, qui avait une voie d'eau le ralentissant, tandis que la frégate corsaire Galga s'écarte de la ligne de feu principale. De leur côté, les Britanniques n'adoptent pas immédiatement une formation linéaire. Le Dragón se retire, n'étant pas à même de bien manœuvrer, ce qui diminue d'autant la puissance de feu espagnole.
Dans l'ensemble, la bataille n'a pas de grand moment, si l'on excepte la capture du Conquistador, au cours de laquelle meurt son commandant, Tomás de San Justo. Du fait de nombreuses avaries, l’África est incendié et quatre barques s'en détachent pour rejoindre le port. Knowles, estimant n'avoir pas assez de forces pour attaquer le port, se contente de repousser la flotte adverse dans le port, se glorifiant ensuite dans un courrier à Londres de l'empêcher ainsi de défendre la flotte des Indes.
Cependant, cette escarmouche n'a d'autre résultat en Europe que d'embarrasser les gouvernements, car l'action s'est déroulée après le traité d'Aix-la-Chapelle (1748). La réprimande eut une tonalité différente des deux côtés : Reggio passa en conseil de guerre, où l'on finit par reconnaître que sa conduite avait été correcte ; à Knowles on reprocha de n'avoir pas exploité son avantage et poussé les Espagnols à une complète déroute.

## Ordre de bataille

### Royaume d'Espagne
- África (70 canons) : General Andrés Reggio (endommagé pendant la bataille) ;
- Invencible (70) : General Benito Spínola ;
- Conquistador (60) : † Tomás de San Justo (navire capturé) ;
- Dragón (60) : Manuel de Paz ;
- Nueva España (60) : Fernando Varela ;
- Real Familia (60) : Marcos Forastal ;
- Frégate corsaire Galga (30) : Pedro de Garaycoechea.

### Royaume de Grande-Bretagne
- Cornwall (80) : vaisseau amiral, Contre-amiral Charles Knowles ;
- Lenox (70) : Charles Holmes ;
- Tilbury (60) : Charles Pawlet ;
- Strafford (60) : David Brodie ;
- Warwick (60) : Thomas Innes ;
- Canterbury (60) : Edward Clarke ;
- Oxford (50) : Edmund Toll.

### Sources et bibliographie
En anglais
- (en) Michael Palmer, Command at sea : naval command and control since the sixteenth century, Cambridge (Mass.), Harvard University Press, 2005, 377 p. (ISBN 0-674-01681-5, présentation en ligne).
- (en) John Robert McNeill, Atlantic empires of France and Spain : Louisbourg and Havana, 1700-1763, University of North Carolina Press, 1985.
- (en) David Marley, Wars of the Americas : a chronology of armed conflict in the New World, 1492 to the present, Santa Barbara (Calif.)/Denver (Colo.)/Oxford, ABC-CLIO, 1998, 722 p. (ISBN 0-87436-837-5, présentation en ligne).
- (en) William Laird Clowes, The Royal Navy : A History from the Earliest Times to the Present, vol. III, Chatham Publishing, octobre 1996 (ISBN 1-86176-014-0).
- (en) Anthony Bruce, An Encyclopedia of Naval History, Checkmark Books, 1999 (ISBN 0-7567-6708-3).
- (en) Brian Tunstall, Naval warfare in the age of sail : the evolution of fighting tactics, 1650-1815, New Jersey, Wellfleet Press, 2001 (ISBN 0-7858-1426-4).
- (en) Michael Clodfelter, Warfare and Armed Conflicts : A Statistical Reference to Casualty and Other Figures, 1500-2000, McFarland, 2002, 840 p. (ISBN 0-7864-1204-6).